# Episodi di Arcibaldo (settima stagione)

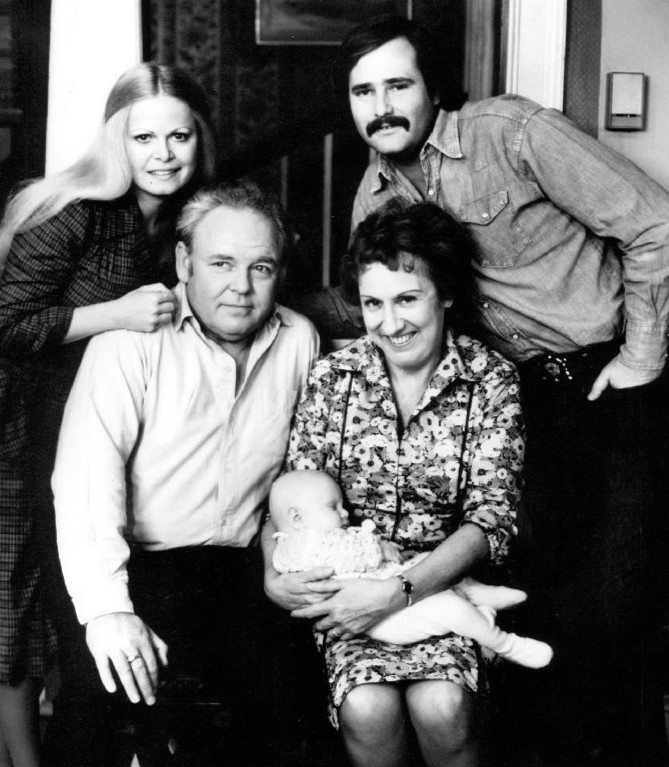
The Bunkers & gli Stivics: in piedi, Gloria (Sally Struthers) e Michael (Rob Reiner); seduti, Archie (Carroll O'Connor) e Edith (Jean Stapleton) con il piccolo Joey.

La settima stagione della serie televisiva Arcibaldo è stata trasmessa negli Stati Uniti d'America dal 22 settembre 1976 al 12 marzo 1977 sulla CBS, posizionandosi al 12º posto nei rating Nielsen di fine anno con il 22,9% di penetrazione.
In Italia la stagione è andata in onda nel 1985 su Canale 5.
| nº | Titolo originale                 | Titolo italiano                        | Prima TV USA      | Prima TV Italia |
| -- | -------------------------------- | -------------------------------------- | ----------------- | --------------- |
| 1  | Archie's Brief Encounter: Part 1 | Un breve incontro (parte 1)            | 22 settembre 1976 | 1985            |
| 2  | Archie's Brief Encounter: Part 2 | Un breve incontro (parte 2)            | 22 settembre 1976 | 1985            |
| 3  | Archie's Brief Encounter: Part 3 | Un breve incontro (parte 3)            | 29 settembre 1976 | 1985            |
| 4  | The Unemployment Story: Part 1   | Una storia di disoccupazione (parte 1) | 6 ottobre 1976    | 1985            |
| 5  | The Unemployment Story: Part 2   | Una storia di disoccupazione (parte 2) | 13 ottobre 1976   | 1985            |
| 6  | Archie's Operation: Parte 1      | L'operazione di Archie (parte 1)       | 27 ottobre 1976   | 1985            |
| 7  | Archie's Operation: Part 2       | L'operazione di Archie (parte 2)       | 27 ottobre 1976   | 1985            |
| 8  | Beverly Rides Again              | Beverly cavalca ancora                 | 6 novembre 1976   | 1985            |
| 9  | Teresa Moves In                  | Teresa                                 | 13 novembre 1976  | 1985            |
| 10 | Mike and Gloria's Will           | La volontà di Mike e Gloria            | 20 novembre 1976  | 1985            |
| 11 | Mr. Edith Bunker                 | Mr. Edith Bunker                       | 27 novembre 1976  | 1985            |
| 12 | Archie's Secret Passion          | Passione segreta di Archie             | 4 dicembre 1976   | 1985            |
| 13 | The Baby Contest                 | Un concorso per Joey                   | 11 dicembre 1976  | 1985            |
| 14 | Gloria's False Alarm             | Falso allarme di Gloria                | 18 dicembre 1976  | 1985            |
| 15 | The Draft Dodger                 | Il progetto Dodger                     | 25 dicembre 1976  | 1985            |
| 16 | The Boarder Patrol               | La pattuglia di confine                | 8 gennaio 1977    | 1985            |
| 17 | Archie's Chair                   | La sedia di Archie                     | 15 gennaio 1977   | 1985            |
| 18 | Mike Goes Skiing                 | Mike va a sciare                       | 22 gennaio 1977   | 1985            |
| 19 | Stretch Cunningham, Goodbye      | Tratto Cunningham, addio               | 29 gennaio 1977   | 1985            |
| 20 | The Joys of Sex                  | Le gioie del sesso                     | 5 febbraio 1977   | 1984            |
| 21 | Mike the Pacifist                | Mike il pacifista                      | 12 febbraio 1977  | 1985            |
| 22 | Fire                             | Incendio                               | 19 febbraio 1977  | 1985            |
| 23 | Mike and Gloria Split            | Mike e Gloria si separano              | 26 febbraio 1977  | 1985            |
| 24 | Archie the Liberal               | Archie il liberale                     | 5 marzo 1977      | 1985            |
| 25 | Archie's Dog Day Afternoon       | Il cane di Archie                      | 12 marzo 1977     | 1985            |